# Des Canyons aux étoiles ...

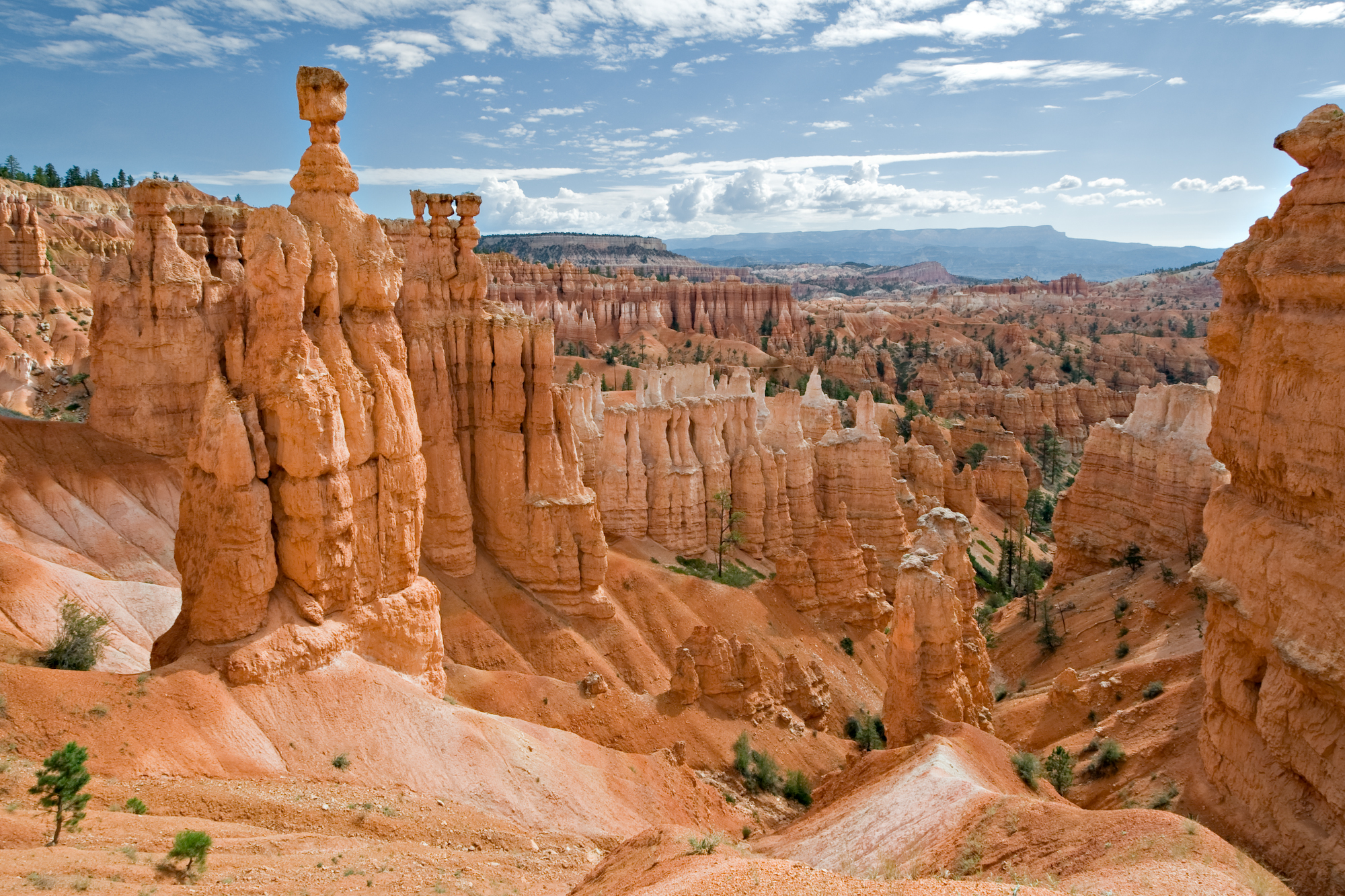
Durch Erosion entstandene Felstürme im Bryce-Canyon-Nationalpark

Des canyons aux étoiles … („Von den Canyons zu den Sternen …“) ist eine Komposition für Orchester von Olivier Messiaen. Das Werk besteht aus drei Teilen mit zusammen zwölf Sätzen und entstand 1971 bis 1974. Eine Reise durch Utah und seine Nationalparks wurde für Messiaen zur Inspiration; besonders stark beeindruckte ihn das Farbenspiel des Bryce Canyon, dem er einen zentralen Satz des Werks widmete. Mit einer Aufführungsdauer zwischen 90 und 100 Minuten ist Des Canyons aux étoiles … das umfangreichste Orchesterwerk Messiaens.

## Entstehung und Uraufführung
Die amerikanische Sängerin und Mäzenin Alice Tully gab das Werk 1971 aus Anlass der bevorstehenden Zweihundertjahrfeier der Unabhängigkeitserklärung der Vereinigten Staaten bei Messiaen in Auftrag. Messiaen hielt aufgrund von Büchern, die er gelesen hatte, die Canyons Utahs für die bemerkenswertesten amerikanischen Naturschönheiten, wählte sie als thematischen Anknüpfungspunkt für sein Stück und beauftragte seinen amerikanischen Agenten, eine Reise dorthin zu organisieren. Diese Reise fand im Frühjahr 1972 statt. Für Messiaen bestätigten die starken Eindrücke der Landschaft seine Erwartungen. Er notierte eine Vielzahl einheimischer Vogelrufe, um sie im Stück zu verwenden, und schwärmte von den vielfältigen Farben der Felsgebilde in den verschiedenen Nationalparks, insbesondere des Bryce Canyon. Von diesen Eindrücken inspiriert, arbeitete er weiter an seiner Komposition, wobei er viele der Vogelrufe musikalisch zitierte und als Synästhetiker das Farbenspiel der Natur in seiner Harmonik nachahmte.

„Bryce Canon ist das größte Wunder in Utah. Er ist ein gigantisches Amphitheater aus roten, orangefarbenen und violetten Felsen in fantastischen Formen: Burgen, viereckige Geschütztürme, runde Türmchen, natürliche Fenster, Brücken, Statuen, Säulen, ganze Städte und dann hin und wieder ein schwarzer, bodenloser Abgrund.“

Die Uraufführung fand am 20. November 1974 in der Alice Tully Hall des Lincoln Center in New York statt. Unter der Leitung von Frederic Waldman spielte das von ihm mit finanzieller Unterstützung von Alice Tully 1961 gegründete Musica Aeterna Orchestra. Den Solopart am Klavier übernahm Messiaens Frau Yvonne Loriod, das Hornsolo Sharon Moe.
Die französische Erstaufführung fand am 29. Oktober 1975 im Théâtre de la Ville in Paris statt. Ausführende waren hier das Ensemble Ars Nova unter der Leitung von Marius Constant, Yvonne Loriod am Klavier und Georges Barboteu (Horn).

## Programmatik
Der tiefgläubige Katholik Messiaen verbindet in seinem Stück musikalische Naturschilderungen mit theologischen Vorstellungen. Dabei stehen sowohl die Canyons als auch die Sterne symbolisch einerseits für die Naturwunder der Schöpfung, zugleich aber auch für eine transzendente Dimension. Zur Idee einer Verbindung von irdischer und überirdischer Welt trug als zusätzliche Anregung für Messiaen bei, dass viele Orte in den Nationalparks Utahs durch die dort lebenden Mormonen mit biblischen Namen bezeichnet wurden.
Der Weg „von den Canyons zu den Sternen“ bedeutet trotz der plakativen Anordnung der Ecksätze (Beginn in der Wüste, Ende in der himmlischen Stadt Zion) keine fortschreitende Pilgerreise von einer Station zur nächsten. Vielmehr verkörpern alle zwölf Sätze das ganze gedankliche Spektrum des Werks.

„Von den Canyons zu den Sternen … Das bedeutet ein Sich-Erheben aus der Tiefe der Canyons bis hinauf zu den Sternen – und noch höher hinauf bis zu den Auferweckten des Paradieses – um Gott und die Fülle seiner Schöpfungen zu preisen: die Schönheiten der Erde (ihre Felsen, ihre Vogelgesänge), die Schönheiten des sichtbaren Himmels, die Schönheiten des geistigen Himmels.“

## Aufbau

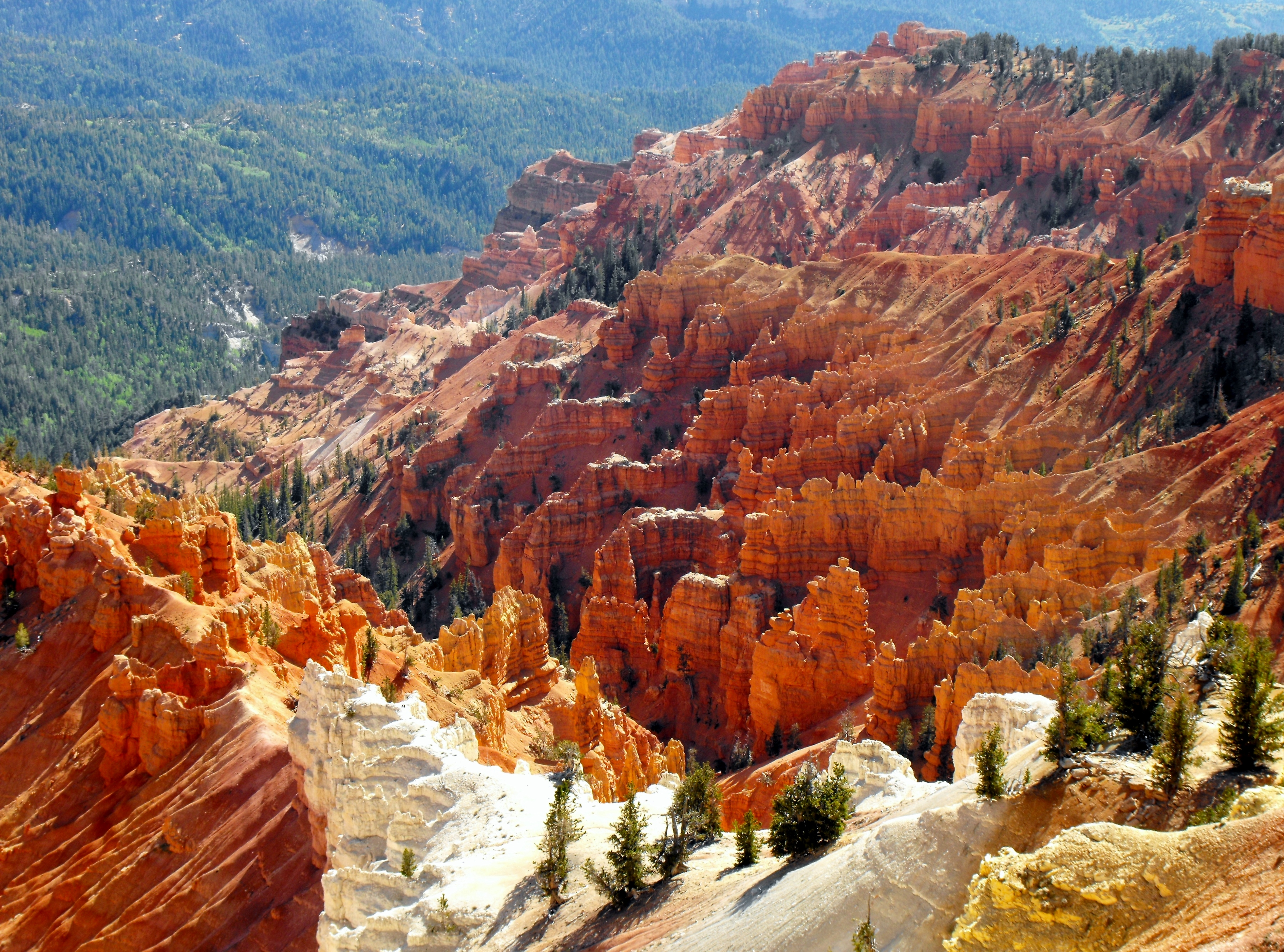
Cedar Breaks

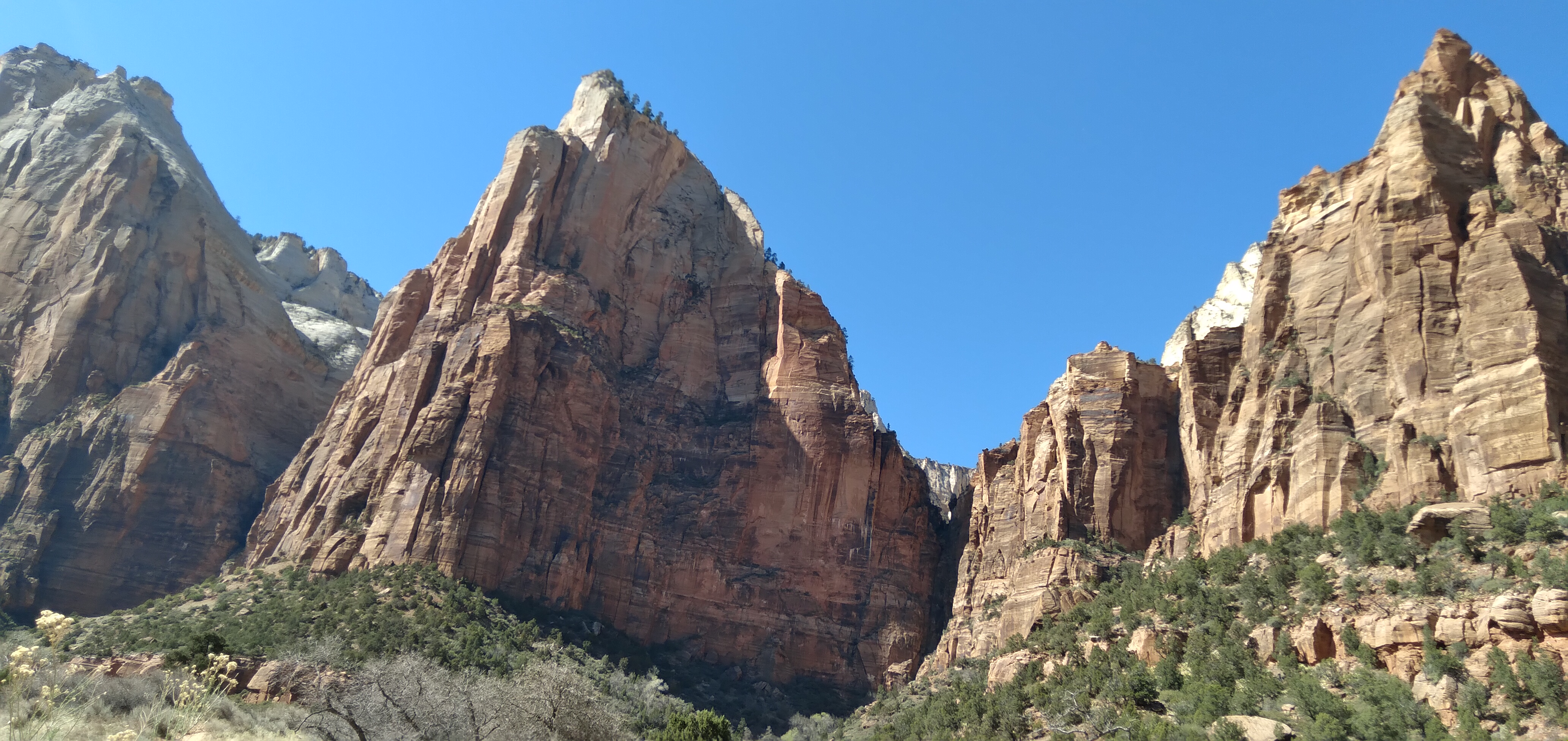
Isaac Peak und weitere Gipfel im Zion National Park

Messiaen gruppierte die zwölf Sätze des Werks in drei Abschnitte. Die Satzbezeichnungen lauten:
1. Teil:
1. Le Désert (Die Wüste)
2. Les Orioles (Die Trupiale)
3. Ce qui est écrit sur les étoiles (Was in den Sternen geschrieben steht)
4. Le Cossyphe d’Heuglin (Der Weißbrauenrötel), für Klavier solo
5. Cedar Breaks et le don de crainte (Cedar Breaks und die Gabe der Ehrfurcht)

2. Teil:
1. Appel interstellaire (Ruf inmitten der Sterne), für Horn solo
2. Bryce Canyon et les rochers rouge-orange (Bryce Canyon und die rot-orangen Felsen)

3. Teil:
1. Les Ressuscités et le chant de l’étoile Aldebaran (Die Auferstandenen und der Gesang des Sterns Aldebaran)
2. Le Moqueur polyglotte (Die Spottdrossel), für Klavier solo
3. La Grive des bois (Die Walddrossel)
4. Omao, leiothrix, elepaio, shama[7]
5. Zion Park et la cité céleste (Zion Park und die himmlische Stadt)

Jeder der drei Teile endet mit einer Hommage an einen der von Messiaen besuchten Orte in den Nationalparks Utahs. Eine Symmetrie in der Anordnung zeigt sich in der Gruppierung zu 5 – 2 – 5 Sätzen sowie in der Platzierung von weitgehend aus Vogelrufen bestehenden Sätze für Klavier solo (4. und 9. Satz) und für das ganze Orchester (2. und 11. Satz).

## Instrumentierung

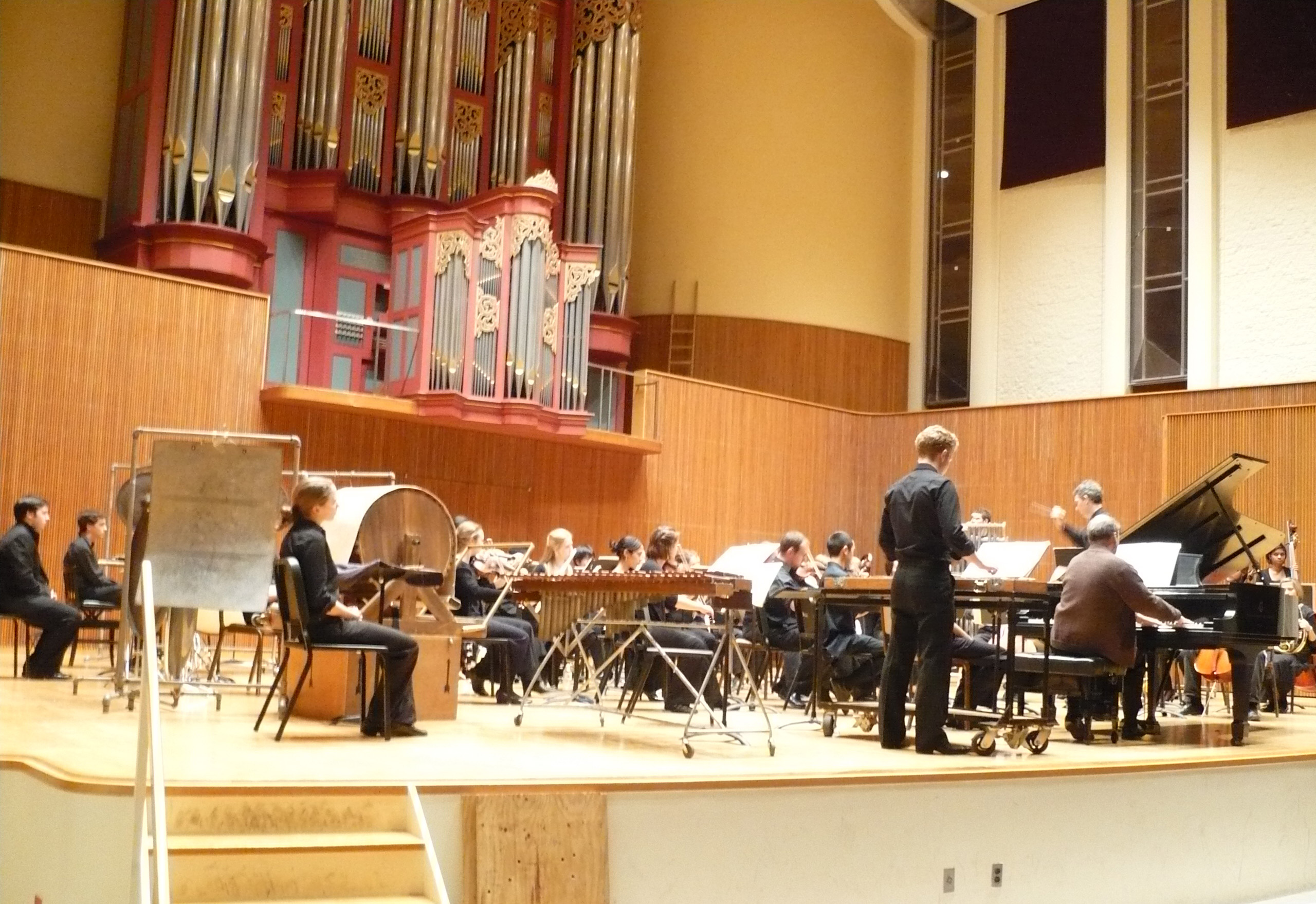
Erste Aufführung von Des canyons aux étoiles … in Ohio 2008. Links im Bild einige der besonderen Perkussionsinstrumente wie Donnerblech und Windmaschine.

Die Besetzung besteht aus vier Soloinstrumenten (Klavier, Horn, Xylorimba und Glockenspiel), von denen insbesondere dem Klavier eine hervorgehobene Rolle im gesamten Stück zufällt, und Orchester. Messiaen verlangt eine große Bläser- und Schlagzeugbesetzung, aber nur 13 Streicher. Damit nimmt die Besetzung eine Mittelstellung ein zwischen der ausladenden Besetzung der Turangalila-Sinfonie und den fokussierteren Zusammenstellungen beispielsweise der Oiseaux exotiques oder der Couleurs de la Cité céleste. Ein größeres Orchester hätte in der Alice Tully Hall, dem Saal der Uraufführung, keinen Platz gehabt.
Zur Streichergruppe gehören nur 6 Violinen, 3 Bratschen, 3 Cellos und 1 fünfsaitiger Kontrabass.
An Holzbläsern verlangt das Stück 1 Piccoloflöte, 2 Flöten, 1 Altflöte, 2 Oboen, 1 Englischhorn, 1 Klarinette in Es, 2 Klarinetten in B, 1 Bassklarinette, 2 Fagotte, and 1 Kontrafagott.
Zusätzlich zum Horn-Solisten besteht die Blechbläsergruppe aus weiteren 2 Hörnern, 2 Trompeten in C, 1 Trompete in D, 2 Posaunen und 1 Bassposaune.
Das Schlagwerk ist außer den zwei genannten Solopartien auf 5 weitere Spieler verteilt. Dazu gehören das von Messiaen selbst entworfene Geophon, Windmaschine, Donnerblech, Claves, Tempelblocks, Woodblocks, Tamburin, 2 Tamtams, 4 Gongs, Röhrenglocken, Maracas, Peitsche, Triangel, Windspiele (aus Holz, Glas und Muscheln), Crotales, 1 Reco-reco, 1 Tumba, Große Trommel, kleine und große Hängebecken.

## Stilistik
Wie in allen Kompositionen seiner späteren Jahre verbindet Messiaen äußerst unterschiedliche Elemente und Tonfälle miteinander. Neben avancierten, zum Teil atonalen Passagen enthält das Werk eingängige Reihungen von Dur-Akkorden und einfach verständliche tonmalerische Effekte, zum Beispiel durch den Einsatz von Windmaschine und Donnerblech. Die Harmonik erinnert eher an Messiaens frühere Werke als an die unmittelbar vorher entstandenen. Neu sind dagegen spezielle instrumentale Effekte und Instrumentenkombinationen.
Im 3. und 5. Satz verwendet Messiaen seine kurz zuvor für die Méditations sur le Mystère de la Sainte Trinité entwickelte langage communicable. Im 3. Satz verschlüsselt er damit die Worte Mene-Tekel-U’pharsim aus der biblischen Geschichte des Königs Belšazar, im 5. Satz die Anrufung Agios o theos … aus der katholischen Karfreitagsliturgie. Er erklärte dazu später, in beiden Fällen mit diesem Mittel musikalische Motive gefunden zu haben, die ihm sonst nicht eingefallen wären.
Großen Raum nimmt wie in fast allen Stücken seit den 1950er Jahren die musikalische Darstellung der von Messiaen geliebten Vogelrufe ein. Neben 52 Vogelgesängen, die Messiaen auf seiner Amerikareise 1972 gehört und notiert hatte, werden auch solche aus Hawaii, Japan, China, Indien, Afrika und Australien verwendet. Die Rufe sind in stärkerem Maße als in früheren Kompositionen Messiaens „musikalisiert“: Sie werden nicht so naturgetreu wie möglich nachgeahmt, sondern zu musikalischen Motiven geformt. Auffällig viele dieser Motive verwenden traditionelle Drei- und Vierklänge. Während Messiaen beispielsweise im Catalogue d’oiseaux die Vogelrufe als Anregung nutzte, um neuartige Harmonien und Rhythmen zu finden, erscheinen sie in Des Canyons aux étoiles … häufig in eine diatonische harmonische Sprache integriert.
Die Komposition ist in der Behandlung des nicht allzu großen Orchesters farbig und kammermusikalisch transparent.

## Appel interstellaire
Der 6. Satz für Horn solo, Appel interstellaire, wurde vermutlich als Erstes komponiert, ursprünglich als Einzelsatz zu einem anderen Zweck. Im März 1971 starb der junge französische Komponist und Schüler Messiaens Jean-Pierre Guézec im Alter von nur 36 Jahren. Befreundete Kollegen widmeten seinem Gedächtnis eine Sammlung kurzer Stücke für Soloinstrumente, die in einem Gedenkkonzert aufgeführt wurden. Messiaen trug dazu seinen Satz für Horn bei. Während der Arbeit an Des Canyons aux étoiles … entschloss er sich, ihn in den Zyklus zu integrieren.
Dem Satz sind zwei biblische Zitate vorangestellt: „Er heilt die gebrochenen Herzen und verbindet ihre Wunden. Er bestimmt die Zahl der Sterne und ruft jeden von ihnen beim Namen“ (Ps. 147, 3–4) und „O Erde, deck mein Blut nicht zu, und mein Hilfeschrei soll keine Ruhestätte haben.“ (Hiob 16,18). Messiaen beschrieb den Inhalt des Satzes so: „Jemand ruft um Hilfe inmitten der Sterne, zu der Leere zwischen den Sternen.“
Der Satz ist außerordentlich virtuos. Er verlangt eine Reihe besonderer Spieltechniken wie Flatterzunge, gestopfte Töne, Glissando und schwach ansprechende Töne, die in der Tonhöhe durch unvollständiges Öffnen und Schließen der Ventile oszillieren. Die Musik reiht energiegeladene Rufe, lyrische Passagen, irreal klingende oszillierende Töne und lange Pausen aneinander. Dazwischen sind Rufe der Chinasingdrossel und des Schluchtenzaunkönigs zu hören. Oliver Knussen nannte die Musik einen „untröstlichen Dialog zwischen einem Horn und der Stille“.
Zunehmend wird das Stück auch außerhalb des Zyklus in Soloprogrammen durch Hornisten aufgeführt, obwohl Messiaen diese Möglichkeit ablehnte und sein Verleger Leduc es aus diesem Grund nicht separat, sondern nur innerhalb der Gesamtpartitur veröffentlichte.

## Rezeption
Als Dank für die Ehrung der Landschaft durch Messiaens Musik erklärte der Gouverneur des Staates Utah den 5. August 1978 zum „Olivier Messiaen and the Beauty of Southern Utah Day“ und benannte an diesem Tag einen Berg in „Mount Messiaen“ um. Es handelt sich um einen ca. 2400 m hohen Berg in der Umgebung von Parowan mit Felsgebilden aus erodiertem roten und weißen Sandstein.
Wiederholt wurde darauf hingewiesen, dass Messiaen den Auftrag, ein Stück zur Feier der Vereinigten Staaten zu schreiben, auf sehr eigene Weise deutete, wenn nicht sogar „unterlief“, indem er mit seiner Musik nicht die moderne Zivilisation, sondern die ursprüngliche Schönheit der Natur Amerikas feierte.

## Notenausgabe
Olivier Messiaen: Des Canyons aux étoiles. Alphonse Leduc, Paris 1978
- 1. Teil: Verlagsnr. 25313
- 2. Teil Verlagsnr. 25314
- 3. Teil Verlagsnr. 25315